# Notation3
Notation3, ook bekend als N3, is een aanbeveling en een logische taal die een superset is van Resource Description Framework (RDF). Notation3 is een tekstueel syntaxisalternatief voor RDF/XML, maar is veel compacter en leesbaarder dan de RDF/XML-notatie. Het formaat is ontwikkeld door Tim Berners-Lee en anderen betrokken bij het semantisch web.

## Voorbeeld
Een set van twee RDF-triples om de publicatie op de Nederlandstalige editie van Wikipedia van Tony Benn weer te geven ziet er in standaard-XML-notatie als onderstaand uit:
```
<rdf:RDF

    
xmlns:rdf=
"http://www.w3.org/1999/02/22-rdf-syntax-ns#"

    
xmlns:dc=
"http://purl.org/dc/elements/1.1/"
>

  
<rdf:Description
 
rdf:about=
"http://nl.wikipedia.org/wiki/Tony_Benn"
>

    
<dc:title>
Tony
 
Benn
</dc:title>

    
<dc:publisher>
Wikipedia
</dc:publisher>

  
</rdf:Description>

</rdf:RDF>

```

Hetzelfde wordt in Notation3 eenvoudiger geschreven als:
```
@prefix dc: <http://purl.org/dc/elements/1.1/>.

<http://nl.wikipedia.org/wiki/Tony_Benn>
  dc:title "Tony Benn";
  dc:publisher "Wikipedia".

```

Dit voorbeeld is ook in Turtle geldig.